# Заводская Решётка
Заводска́я Решётка — село в Барышском районе Ульяновской области. Входит в состав Малохомутёрского сельского поселения.

## География
Село находится на расстоянии примерно 5 км (по прямой) к северо-западу от северо-западной границы города Барыш, административного центра района.

### Часовой пояс
Село Заводская Решётка, как и вся Ульяновская область, находится в часовой зоне МСК+1. Смещение применяемого времени относительно UTC составляет +4:00.

## История
В 1859 году — владельческая деревня на коммерческом тракте из Симбирска в Пензу, входила в состав 1-го стана Карсунского уезда, насчитывалось 85 дворов и проживало 282 мужчин и 294 женщины. В 1913 году в деревне насчитывалось 122 двора и проживало 630 жителей. В 1990-е годы работало отделение СПК «Луговой».

## Население
| 2010 |
| ---- |
| 12   |

### Национальный состав
Согласно результатам переписи 2002 года, в национальной структуре населения русские составляли 97 % из 31 чел.

## Транспорт
К юго-западу от села расположена одноимённая остановочная площадка на железнодорожной линии Инза — Сызрань.